# Tony Sirico
Tony Sirico, all'anagrafe Gennaro Anthony Sirico Jr. (New York, 29 luglio 1942 – Fort Lauderdale, 8 luglio 2022), è stato un attore e criminale statunitense, di origini italiane.
Ha interpretato il ruolo di Paulie Gualtieri nella pluripremiata serie televisiva della HBO I Soprano, in tutte e 6 le stagioni, dal 1999 al 2007.

## Biografia
Di origini campane, ha studiato recitazione in carcere e prima del successo con I Soprano ha interpretato molte parti di caratterista in molti film, spesso con Woody Allen, come Quei bravi ragazzi, Pallottole su Broadway, La dea dell'amore, Gotti, Cop Land, Harry a pezzi, Mickey occhi blu. Si è perfezionato nel ruolo del mafioso italoamericano, dal volto e gli atteggiamenti da duro anche in situazioni grottesche e nelle commedie di genere. Da giovane lavorò per il boss Carmine Persico all'interno della famiglia Colombo, venendo arrestato 28 volte; per rapine, possesso illegale di armi da fuoco e di droga. Nella puntata Grido di Guerra, penultima puntata della serie I Soprano, Sirico alluse alla sua vecchia vita parlando dei problemi tra i fratelli Gallo e la famiglia Colombo negli anni '70. Sirico, prima di entrare nel cast della serie TV, chiese espressamente alla direzione che il personaggio Paulie Gualtieri, che avrebbe interpretato, non diventasse un informatore della polizia.
Nel 2013 doppiò il personaggio di Vinny Griffin, protagonista per un paio di episodi della serie I Griffin (Family Guy).
Tony Sirico, ricoverato in una casa di cura in Florida, muore l'8 luglio 2022 all’età di 79 anni.

## Vita privata
Tony Sirico non sembra essersi mai sposato, ma ha avuto diverse relazioni da una delle quali sono nati due figli, un maschio di nome Richard Sirico e una figlia di nome Joanne Sirico Bello, ai quali è sempre stato legatissimo. L'attore fu sempre molto riservato riguardo alla sua vita privata, ed i figli si sono a loro volta mantenuti sempre lontani dai riflettori, in ossequio alla voglia di riservatezza del padre. Era molto legato al fratello Robert Sirico, sacerdote cattolico e fondatore dell'Action-Institute. Nel privato Sirico era noto per il suo stile da italo-americano di Brooklyn vecchia scuola: amava vestirsi elegante, frequentare ristoranti italiani ed era legatissimo al proprio retaggio culturale italiano. Politicamente si autodefiniva un ultra-repubblicano. Nel 2008 sostenne la campagna elettorale di Rudolph Giuliani e nel 2016 sostenne quella di Donald Trump, abbracciando completamente il movimento MAGA anche negli anni successivi.

## Premi e riconoscimenti
- 2 Screen Actors Guild Awards, 1999 e 2007, all'intero cast de I Soprano.

## Filmografia parziale

### Cinema
- Rapsodia per un killer (Fingers), regia di James Toback (1978)
- The One Man Jury, regia di Charles Martin (1978)
- Ehi... ci stai? (The Pick-up artist), regia di James Toback (1987)
- Cookie, regia di Susan Seidelman (1989)
- Ore contate (Backtrack), regia di Dennis Hopper (1989)
- Quei bravi ragazzi (Goodfellas), regia di Martin Scorsese (1990)
- Amore all'ultimo morso (Innocent Blood), regia di John Landis (1992)
- Triplo gioco (Romeo Is Bleeding), regia di Peter Medak (1993)
- Pallottole su Broadway (Bullets Over Broadway), regia di Woody Allen (1994)
- Alla ricerca di Jimmy (The Search for One-eye Jimmy), regia di Sam Henry Kass (1994)
- La dea dell'amore (Mighty Aphrodite), regia di Woody Allen (1995)
- Cop Land, regia di James Mangold (1997)
- Harry a pezzi (Deconstructing Harry), regia di Woody Allen (1997)
- Celebrity, regia di Woody Allen (1998)
- Mickey occhi blu (Mickey Blue Eyes), regia di Kelly Makin (1998)
- Imprevisti di nozze (It Had to Be You), regia di Steven Feder (2000)
- Turn of Faith, regia di Charles Jarrott (2002)
- Café Society, regia di Woody Allen (2016)
- La ruota delle meraviglie - Wonder Wheel (Wonder Wheel), regia di Woody Allen (2017)

### Televisione
- Kojak – serie TV, episodio 5x11 (1977)
- Miami Vice – serie TV, episodio 5x09 (1989)
- Gotti, regia di Robert Harmon – film TV (1996)
- Una scommessa di troppo (Vig) – film TV (1998)
- Due fantagenitori (The Fairly OddParents) – serie animata, episodi 5x11-6x01 (2005) - voce
- I Soprano (The Sopranos) – serie TV, 82 episodi (1999-2007) - Paulie Gualtieri
- Chuck – serie TV, episodio 3x08 (2010)
- Medium – serie TV, 1 episodio (2010)
- Nicky Deuce, regia di Jonathan A. Rosenbaum – film TV (2013)
- I Griffin (Family Guy) – serie animata, 4 episodi (2013) - voce
- Lilyhammer – serie TV, 2 episodi (2013-2014)

## Doppiatori italiani
Nelle versioni in italiano delle opere in cui ha recitato, Tony Sirico è stato doppiato da:
- Guido Sagliocca ne I Soprano, Chuck, Lilyhammer
- Stefano De Sando in Alla ricerca di Jimmy, Harry a pezzi
- Davide Marzi in Café Society, La ruota delle meraviglie - Wonder Wheel
- Gianni Vagliani in Quelli della pallottola spuntata
- Emilio Cappuccio in Ore Contate
- Giovanni Petrucci in Amore all'ultimo morso
- Diego Reggente ne La dea dell'amore
- Saverio Moriones in Celebrity
- Enrico Di Troia in Mickey occhi blu
- Bruno Alessandro in Medium
- Pietro Ubaldi in Nicky Deuce

Da doppiatore è sostituito da:
- Gerolamo Alchieri in Due Fantagenitori (1ª voce)
- Massimo Milazzo in Due Fantagenitori (2ª voce)
- Pasquale Anselmo ne I Griffin
- Gabriele Lopez ne I Griffin (15x01)